# Daisuke Ando
Daisuke Ando (安東 大介 Ando Daisuke?), född 18 juli 1991 i Shizuoka prefektur, är en japansk fotbollsspelare.
Ando spelade för Fujieda MYFC. Han spelade 6 ligamatcher för klubben.